# لوف بيزنطي
لوف بيزنطي (الاسم العلمي:Arum byzantinum) هو نوع من النباتات يتبع جنس اللوف من الفصيلة اللوفية. سمي هذا النوع نسبةً إلى بيزنطة.